# Mekkelhorst
Mekkelhorst is een buurtschap in de gemeente Losser in de Nederlandse provincie Overijssel. Het ligt ten zuidoosten van Denekamp en ten noordoosten van de bebouwde kom van Beuningen, op de oostelijke oever van de Dinkel.
Hoofdplaats: Losser    Dorpen: Beuningen · Glane · De Lutte · Overdinkel

Buurtschappen: Glane-Beekhoek · Mekkelhorst · De Poppe · De Zoeke

Overijssel · Steden en dorpen in Overijssel      Nederland · Provincies · Gemeenten